# Emile Hoeterickx

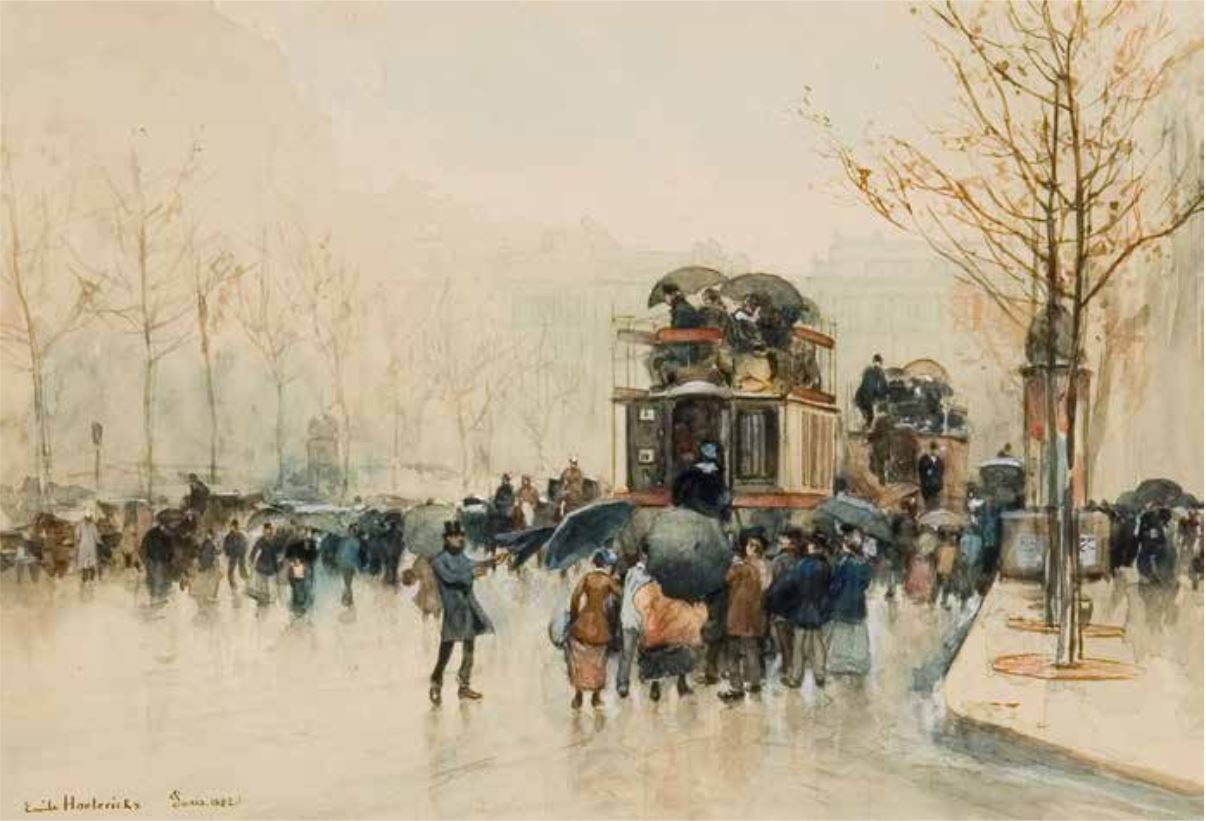
Parijs, 1882

Emile Hoeterickx (Brussel, 1858 - Elsene, 1923) was een Belgisch aquarellist en ontwerper.

## Leven en werk
Na studies aan de Kunstacademie Brussel (1865-70 en 1877-78) kreeg Hoeterickx opdrachten als schilder-decorateur van de Muntschouwburg in Brussel en het Théâtre de la Ville in Rijsel. In 1880 was hij bij de eerste generatie van kunstenkring L'Essor. Met Guillaume Charlier trok hij in 1882 naar Parijs. Later woonde hij in Londen, Dover en enige tijd in Haarlem. Hij bleef tentoonstellen in Brussel en ook wel Parijs. Behalve bij L'Essor was zijn werk regelmatig te zien op tentoonstellingen van de Cercle des Aquarellistes. In 1890 ging hij ontwerp doceren aan de Ecole des Arts et Métiers en nadien werd hij leraar aan de Academie van Elsene. Onder meer Franz Gailliard is door hem beïnvloed.
Hoeterickx schilderde genretaferelen, marines, landschappen en vooral veel stadsgezichten. Parijs, Londen en Brussel beeldde hij af in al hun drukte en diversiteit. Op de Wereldtentoonstelling van 1900 haalde hij de bronzen medaille.

## Publieke collecties
Werk van Hoeterickx is onder meer te zien in het Charliermuseum, het Museum van Elsene, het Museum voor Schone Kunsten van Doornik, de KMSKA, het Museum voor Schone Kunsten van Rijsel (collectie Wicar) en in het Musée Boucher-de-Perthes te Abbeville.